# La Nava
La Nava es un municipio y localidad española de la provincia de Huelva, en la comunidad autónoma de Andalucía. El municipio cuenta con una población de 255 habitantes (INE 2024). Se encuentra situada a una altitud de 418 metros y a 112 kilómetros de la capital de provincia, Huelva.

## Geografía física
Integrado en la comarca de Sierra de Huelva, se sitúa a 109 kilómetros de la capital provincial. El término municipal está atravesado por la carretera nacional N-435 (Badajoz-Huelva) y por una carretera local (H-211) que permite la comunicación con Encinasola. 
| Noroeste: Cumbres de San Bartolomé | Norte: Cumbres de San Bartolomé | Nordeste: Cumbres Mayores |
| Oeste: Aroche y Cortegana          |                                 | Este: Valdelarco          |
| Suroeste: Cortegana                | Sur: Jabugo                     | Sureste: Galaroza         |

El relieve del municipio es predominantemente montañoso, al estar integrado en Sierra Morena y en el Parque Natural de Sierra de Aracena y Picos de Aroche. El río Múrtigas es el principal curso fluvial que sirve de drenaje, entrando por Galaroza y saliendo por Cumbres Mayores. La altitud oscila entre los 769 metros al este, en la sierra de La Bujarda, y los 330 metros a orillas del río Múrtigas. El pueblo se alza a 417 metros sobre el nivel del mar. 

## Historia
En 1594 formaba parte del  reino de Sevilla en la Sierra de Arroche y contaba con 61 vecinos pecheros.

## Demografía
La Nava cuenta con una población de 255 habitantes (INE 2024).
| Gráfica de evolución demográfica de La Nava entre 1842 y 2021                                                       |
| |
| Población de derecho según los censos de población del INE Población de hecho según los censos de población del INE |

## Economía

### Evolución de la deuda viva municipal
| Gráfica de evolución de Deuda viva del Ayuntamiento de La Nava entre 2008 y 2019                                  |
| |
| Deuda viva del Ayuntamiento de Nava (La) en miles de Euros según datos del Ministerio de Hacienda y Ad. Públicas. |